# The English
The English ist eine US-amerikanisch-britische Anti-Western-Miniserie von Hugo Blick. Sie wurde in Zusammenarbeit der BBC und dem Streamingdienst Prime Video produziert. In Großbritannien wurde die Serie vom 10. November bis zum 15. Dezember 2022 bei BBC Two ausgestrahlt, während sie in den USA am 11. November 2022 bei Prime Video veröffentlicht wurde.

## Handlung
Lady Cornelia Locke, eine Engländerin, kommt 1890 in den Westen, um sich an dem Mann zu rächen, den sie für den Tod ihres Sohnes verantwortlich macht, und trifft Eli Whipp, Ex-Kavallerie-Scout und gebürtiges Mitglied des Indianerstammes Pawnee. Dieser ist auf seinem Weg nach Nebraska, um das Land zu beanspruchen, das ihm für seinen Dienst in der US-Armee ursprünglich versprochen wurde.

## Episodenliste
| Nr. | Deutscher Titel                 | Originaltitel                   | Erstveröffentlichung USA/UK         | Deutschsprachige Erstveröffentlichung (D/A/CH) |
| --- | ------------------------------- | ------------------------------- | ----------------------------------- | ---------------------------------------------- |
| 1   | Was du willst & was du brauchst | What You Want and What You Need | 11. November 2022 10. November 2022 | 26. Nov. 2022                                  |
| 2   | Pfad der Toten                  | Path of the Dead                | 11. November 2022 17. November 2022 | 26. Nov. 2022                                  |
| 3   | Geier auf der Lauer             | Vultures on the Line            | 11. November 2022 24. November 2022 | 26. Nov. 2022                                  |
| 4   | Der verwundete Wolf             | The Wounded Wolf                | 11. November 2022 1. Dezember 2022  | 26. Nov. 2022                                  |
| 5   | Das Büffelgewehr                | The Buffalo Gun                 | 11. November 2022 8. Dezember 2022  | 26. Nov. 2022                                  |
| 6   | Kostbar                         | Cherished                       | 11. November 2022 15. Dezember 2022 | 26. Nov. 2022                                  |

## Produktion
Die Dreharbeiten begannen im Mai 2021 in Spanien und endeten im September desselben Jahres.

## Rezeption
Laut Rotten Tomatoes erhielt die Miniserie sowohl von hauptberuflichen Filmkritikern als auch von Hobbykritikern zu über 80 % positive Bewertungen.
The Guardian vergab der Serie fünf von fünf Sternen, bezeichnete Spencers und Blunts Darbietungen als „eine Offenbarung“ und schrieb darüber hinaus unter anderem: „Obwohl Sie die Details aus den Augen verlieren könnten, wird die Handlung nie undurchdringlich oder die Darbietungen weniger als überzeugend“.